# Svenska expeditionen till Jenisej och Novaja Zemlja (1876)
Svenska expeditionen till Jenisej och Novaja Zemlja (1876) var en arktisk sjöexpedition under ledning av Adolf Erik Nordenskiöld. Den finansierades av den svenske grosshandlaren Oscar Dickson och den sibiriske gruvägaren Aleksandr Sibirjakov (1849–1933).
Förutom Nordenskiöld deltog zoologen Anton Stuxberg och botanikern Frans Kjellman. Den senare var med endast i början av expeditionen, innan man lämnat den norska kusten. Zoologen Hjalmar Théel var ute på en egen landexpedition till Sibirien och skulle ansluta till Nordenskiölds expedition uppför Jenisej, men han dök aldrig upp.
Expeditionens uppgift var att fortsätta föregående års expeditions vetenskapliga arbete – iakttagelser av barometerståndet, himlens molnbeklädnad, vindarnas riktning och styrka, samt luftens och ytvattnets temperatur. Man skulle även hemföra såväl levande djur som fossila och subfossila djurlämningar från Jenisejs tundra, samt utforska kommunikationens möjligheter på Jenisej genom försäljning av ett parti medförda handelsvaror.

## Historik

### Från Tromsö till Novaja Zemlja

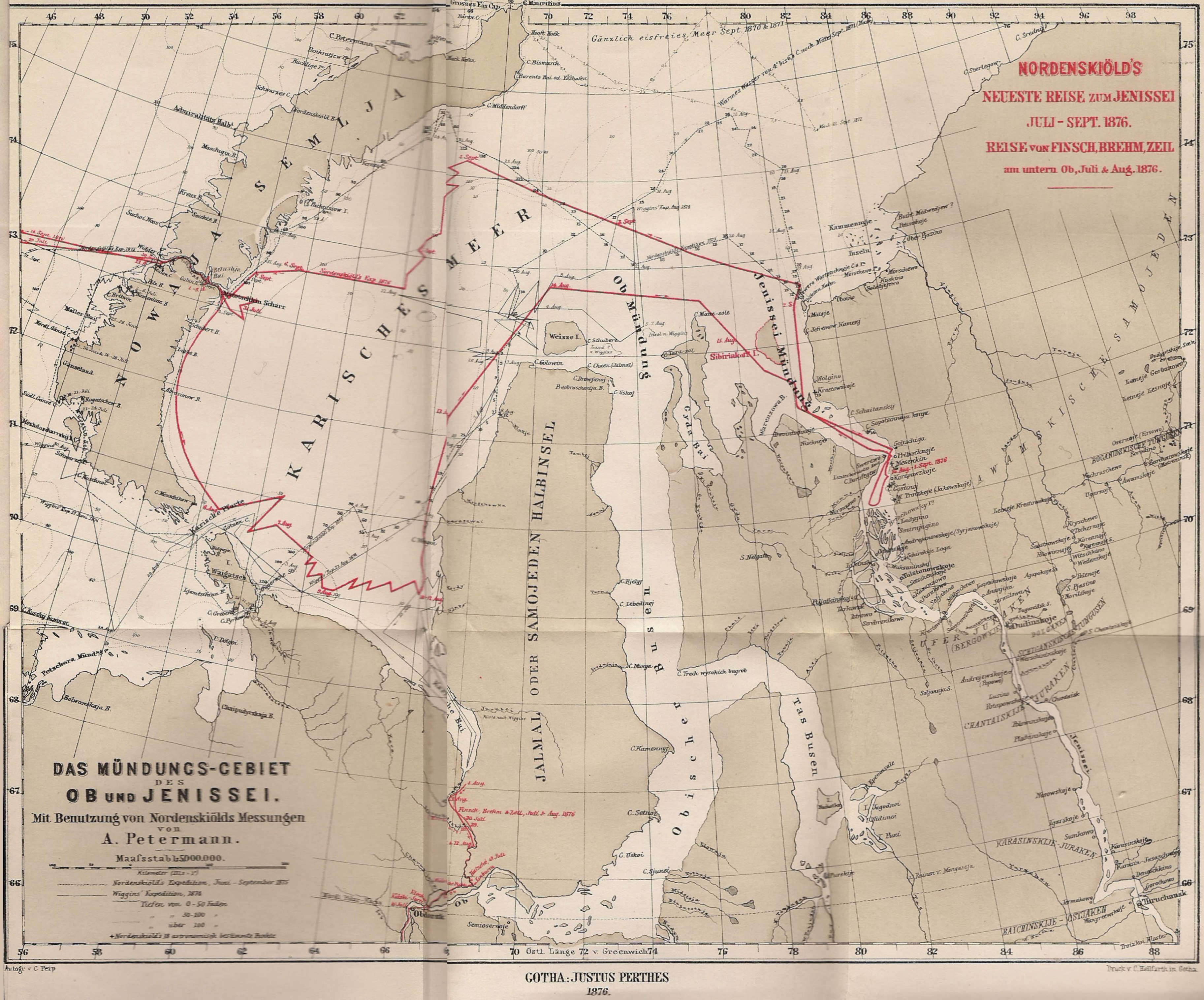
Karta som visar expeditionens färdväg, ur boken Erinringar från Svenska Expeditionerna till Novaja Semlja och Jenissej 1875 och 1876 av Anton Stuxberg, 1877.

Expeditionen avreste 25 juli 1876 från Tromsö i Norge med ångfartyget Ymer och en besättning som utgjordes av kapten N. Ericson, två styrmän och elva man. Hjalmar Théel, som sedan i april samma år varit ute på en egen landexpedition till Sibirien, skulle ansluta till Nordenskiölds expedition uppför Jenisej, vid Mesenkin. Efter att ha passerat Karlsön (Karlsøya) och Fuglösundet steg Frans Kjellman av vid Måsön (Måsøya) för denna sommars undersökningar av Finnmarkens algvegetation.
Färden gick vidare genom Magerösundet, och efter att ha lämnat norska kusten ställdes kursen mot Novaja Zemlja. Överresan tog inte mycket mer än tre dygn. 30 juli anlöpte man det västra inloppet till Matotjkinsundet (Matotjkin Sjar), det trånga sund som förbinder Karahavet med Barents hav och skiljer norra och södra Novaja Zemlja åt. Vid dess norra strand, mitt emot Tsjirakinälven, sammanträffade man med två ryska skonertar från Vita havet, komna för att jaga och fiska, och köpte några laxar av besättningen för vetenskapligt bruk.
Vid föregående års expedition hade man på grund av sammanhängande is inte lyckats ta sig igenom Matotjkinsundet för att nå Karahavet, men denna gång gick det bättre. Efter att ha inhämtat upplysningar om isförhållandena ångade man vidare genom sundet, och 31 juli nådde man Karahavet.

### Över Karahavet
På Karahavet möttes man av drivis, till en början spridd och fördelad, men snart ogenomtränglig. Därför återvände man till Matotjkinsundet, där man stannade i fem dygn invid den då förfallna lilla hydda där hälften av Rossmyslows parti, sju man, övervintrade 1768–1769. Färden gick vidare söderut längs Novaja Zemljas ostkust, och 6 augusti var man framme vid Karaporten. Därifrån ångade man vidare österut mot Samojedhalvön (Jamal), dit man anlände 10 augusti. Efter att ha passerat Hvitön styrde man österut och löpte 15 augusti in i Jenisejs mynning.

### Flodresan upp- och nedför Jenisej
Efter ett kortvarigt uppehåll vid Goltsjika kastade man 16 augusti ankar vid Mesenkin, där Hjalmar Théel skulle ansluta till expeditionen. Man sammanträffade här med kosacken Feodor som varit vägvisare en bit uppför Jenisej vid föregående års expedition. Théel och hans följeslagare syntes dock inte till, varefter man fortsatte uppför floden med Feodor som vägvisare även denna gång. Vid Korepovskoj lossades största delen av handelsvarorna, och ett obebott blockhus fick tjänstgöra som varumagasin. Varorna ställdes under Feodors uppsikt, men det är oklart om man lyckades sälja några av dem.
Medan man väntade på att Théel skulle anlända gjordes exkursioner till lands i zoologiskt och geologiskt syfte. En avstickare gjordes med den från Norge medförda nordlandsbåten Anna. Efter nio timmars växelvis segling och rodd var man framme vid Kap Gostinoj och fortsatte sedan mot Jakovievas älvmynning.
En deadline sattes till 1 september, för längre än så kunde man av säkerhetsskäl inte vänta. Då Théel ännu inte anlänt påbörjades 1 september återresan nedför Jenisej. Efter korta uppehåll vid Mesenkin och Prilusjnoj, bägge för geologiska undersökningar, ångade man vidare nedför floden. Efter att ha passerat Dicksons hamn (jämför Dikson) fortsatte färden över Karahavet mot Novaja Zemlja.

### Återresan till Norge
Vid Novaja Zemljas ostkust möttes man av dimma och stundtals regn, vilket under ett par dagar hindrade expeditionen att angöra land. 7 september anlöpte man östra mynningen av Matotjkinsundet, där man kastade ankar först utanför Rossmyslows ovan nämnda övervintringsstuga och senare i den närbelägna Gubinviken. Efter fortsatt tillbakafärd genom Matotjkinsundet lämnade man 13 september Novaja Zemljas västkust och anlände 18 september till Hammerfest.